# Liste der Baudenkmäler in Erlangen
Auf dieser Seite sind die Baudenkmäler in der mittelfränkischen kreisfreien Stadt Erlangen zusammengestellt. Diese Tabelle ist eine Teilliste der Liste der Baudenkmäler in Bayern. Grundlage ist die Bayerische Denkmalliste, die auf Basis des Bayerischen Denkmalschutzgesetzes vom 1. Oktober 1973 erstmals erstellt wurde und seither durch das Bayerische Landesamt für Denkmalpflege geführt wird. Die folgenden Angaben ersetzen nicht die rechtsverbindliche Auskunft der Denkmalschutzbehörde.

Neben den hier aufgelisteten Ensembles werden einzelne Baudenkmäler in Teillisten aufgeführt, die nach Straßen und Plätzen des Erlanger Stadtzentrums sowie nach eingemeindeten Ortsteilen aufgeteilt sind.
Die Denkmalliste in Bayern ist für die Öffentlichkeit über den „Bayerischen Denkmal-Atlas“ (siehe unten) zugänglich und kann dort seit Januar 2012 als Auflistung abgerufen werden.
In dieser Kartenansicht sind Baudenkmäler ohne Koordinaten mit einem roten bzw. orangen Marker dargestellt und können in der Karte gesetzt werden. Baudenkmäler ohne Bild sind mit einem blauen bzw. roten Marker gekennzeichnet, Baudenkmäler mit Bild mit einem grünen bzw. orangen Marker.

## Ensembles

### Ensemble Altstadt/Neustadt
Aktennummer E-5-62-000-1
Erlangen ist ein hervorragendes Beispiel barocker Stadtbaukunst in Deutschland. Nach den Zerstörungen gleichrangiger Stadtanlagen in Potsdam, Karlsruhe, Mannheim und Dresden-Neustadt, kommt dem historischen Stadtbereich Erlangens einzigartige Bedeutung zu. Das Ensemble Altstadt/Neustadt Erlangen umfasst den Bereich, der umgrenzt wird von den erhaltenen z. T. sichtbaren Resten der Stadtmauer bzw. Polizeimauer oder Straßenzügen, die ihrer ehemaligen Führung folgen.
Die dörfliche Siedlung Erlangen, 1361 von Kaiser Karl IV. erworben, zur Stadt erhoben und zum Stützpunkt in seiner neuböhmischen Provinz ausgebaut, kam 1402 an die Burggrafen von Nürnberg und damit an die Bayreuther Markgrafschaft der fränkischen Hohenzollern, die 1528 die Reformation einführten. Umgriff und Grundstruktur dieser mittelalterlichen Siedlung mit ihrem Markt und ihrer 1711 erneuerten Pfarrkirche auf dem Hochufer über Regnitz und Schwabachgrund sind im heutigen Stadtgefüge noch zu erkennen.

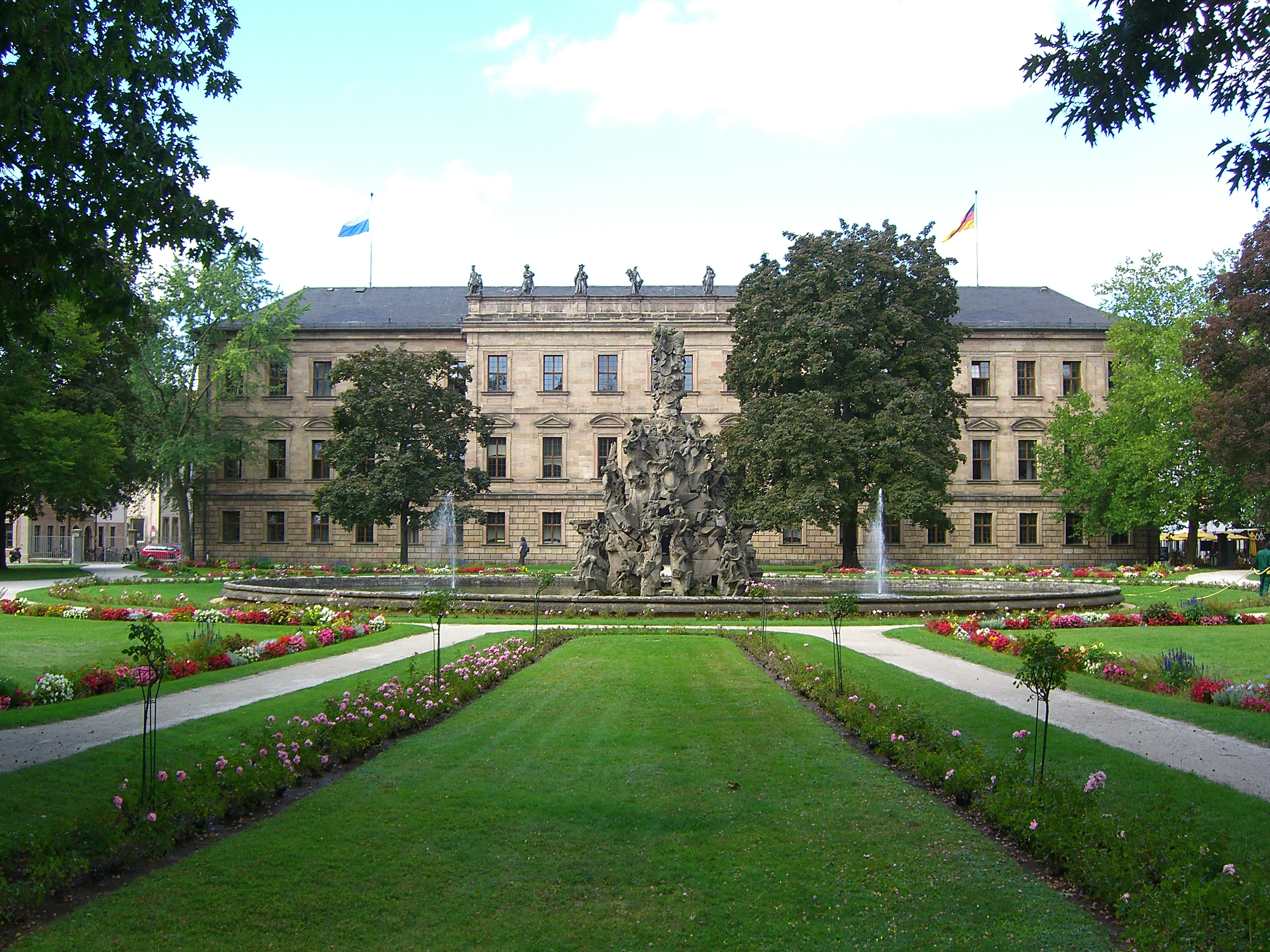
Der Hugenottenbrunnen im Schlossgarten und das 1700 bis 1704 erbaute Markgräfliche Schloss

Absolutistisch-merkantilistische Erwägungen veranlassten den Markgrafen Christian Ernst
seit 1686 französische Flüchtlinge aufzunehmen und südlich vor der mittelalterlichen Stadt (Altstadt) eine Neustadt zu gründen und durch seinen Hofarchitekten Johann Moritz Richter anlegen zu lassen. Der Stadtgrundriss ist ein streng vom rechten Winkel beherrschtes System. Es konstituiert sich aus einer Hauptachse, die in Nord-Süd-Richtung zuerst den quadratischen Schloss- bzw. Marktplatz und dann den rechteckigen Hugenottenplatz durchläuft, beide sind durch monumentale Bauten ausgezeichnet, und aus parallel und senkrecht regelmäßig zugeordneten Nebenachsen. Mit geschlossenen Reihen gleichartiger, doch keinesfalls uniformer Bürgerhäuser, als streng traufseitige zweigeschossige Putz- und Sandsteinquaderbauten von sparsamer Gestaltung der Fassaden, wurden diese Rechtecke blockhaft überbaut. Die Eckhäuser erhielten häufig drei Geschosse und fassen mit ihren größeren Baumassen die Blockfronten pfeilerhaft ein. Im Neustädter Bereich wurden die Eckbauten darüber hinaus als aus der Flucht leicht heraustretende Richthäuser, dreigeschossig, mit großen Zwerchhäusern, zuweilen mit Lisenengliederung der Fassaden, gestaltet. Der feinen Rhythmisierung der städtebaulichen Struktur, die damit erzielt wurde, dienen auch die überhöhten, gleichfalls vor die Blockflucht tretenden Mittelakzenthäuser. Die Situierung von Schloss und Schlosspark, seit 1700, wurde dem Gesetz des Stadtgrundrisses unterworfen.

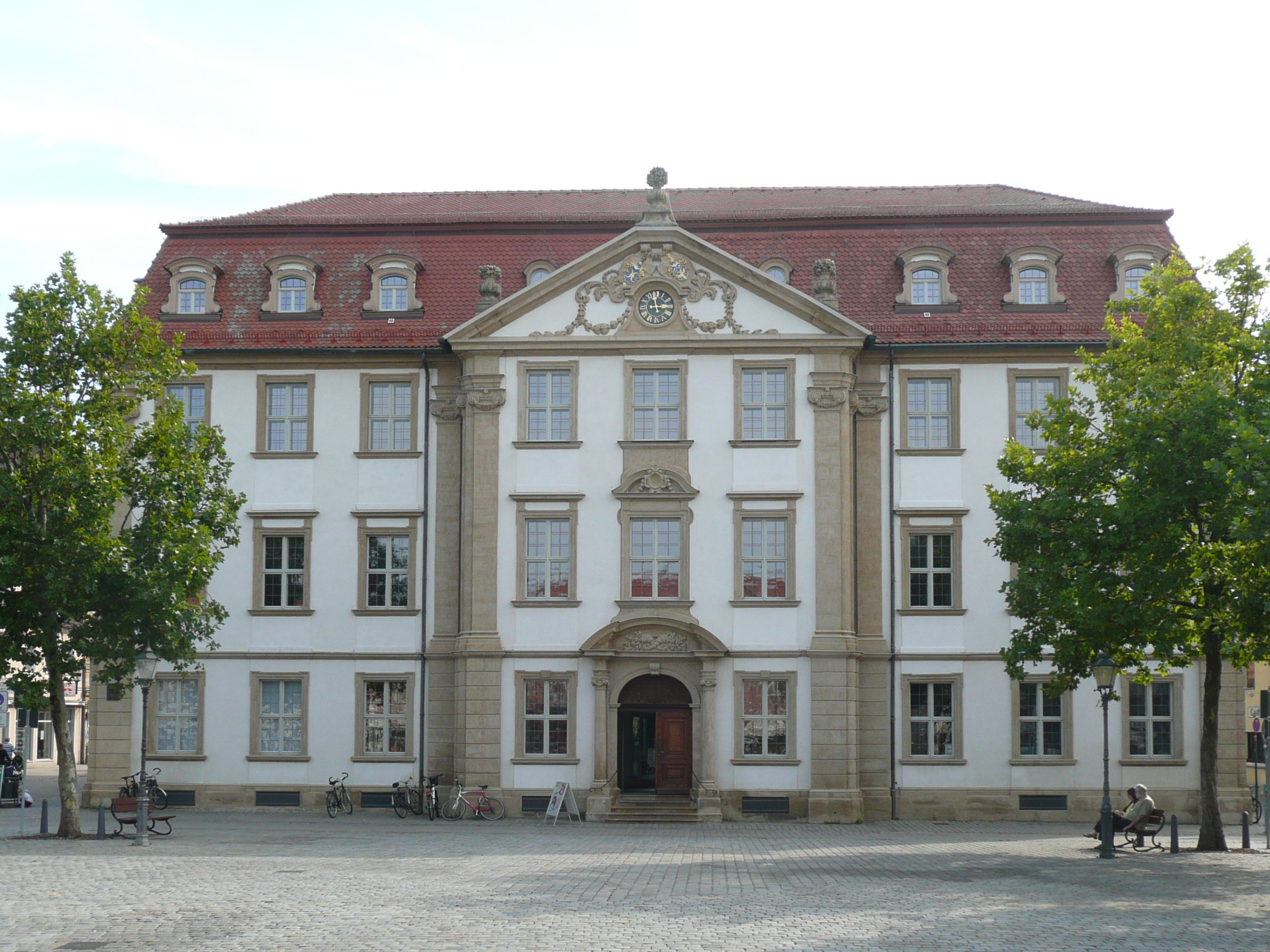
Das zwischen 1728 und 1730 errichtete Palais Stutterheim

Als der Hugenottenzuwanderung um 1700 noch ein Zuzug reformierter Glaubensflüchtlinge aus der Schweiz folgte, wurde in „Neu-Erlang“ südlich und östlich des Hugenottenplatzes nach dem Richterschen Konzept noch erweitert. Dieser Zuwachs konnte sich an die dort schon entstehenden Bauten der 1696 gegründeten Ritterakademie anschließen und entfaltete sich vor allem west-ostwärts, längs der neuen großen Querachse der Friedrichstraße. Hier entstanden auch, nachdem die französisch-reformierte Gemeinde sich in der neuen Kirche am Hugenottenplatz, die Neustädter lutherische Gemeinde sich in der zur Ritterakademie gehörenden Sophienkirche versammeln konnte, die Neustädter Pfarrkirche der Lutheraner und die Christuskirche der Deutsch-Reformierten; außerdem ließ sich eine Reihe fränkischer protestantischer Adelsfamilien nieder und errichtete Stadtpalais, zumal „Christian Erlang“ 1708 offiziell zur sechsten Residenzstadt des Fürstentums erhoben worden war. Nach dem Brand der mittelalterlichen Altstadt 1706 erfolgte auch dort der Neuaufbau nach dem Vorbild der Neustadt; der Typ des Erlanger Einheitshauses blieb verbindlich, Individualität äußert sich nur in Nuancen. Auch das 19. Jh. hielt im Wesentlichen innerhalb der Stadtmauern, z. T. auch in den neuen Baugebieten östlich des Schlossgartens, an der Erlanger Bautradition des 18. Jahrhunderts fest. Am Rande des Hofgartens brachten die gründerzeitlichen Großbauten der seit 1743 in Erlangen bestehenden Universität jedoch starke Änderungen des Charakters des Stadtgefüges in diesem Bereich. Diese Bauten sind heute z. T. Baudenkmäler, sie können in ihrer Mehrheit als eigenes Ensemble definiert werden, das spezifisch jüngere historische Vorgänge veranschaulicht. Die Stadttore wurden zwischen 1865 und 1869, das Nürnberger Tor 1945 beseitigt; die mittelalterlichen Stadtmauern und die Zollmauer des 18. Jh. lassen zusammen mit der Grundrissstruktur der Stadt die alten Stadtgrenzen erkennen. Die heutige Universitäts- und Industriestadt Erlangen stellt sich trotz starker Eingriffe der neuesten Zeit (z. B. Störung durch Hochhäuser Dechsendorfer Straße 2, 21/2) in das historische Gefüge als Denkmal barocker Stadtbaukunst dar.

### Ensemble Burgberg
Aktennummer E-5-62-000-7

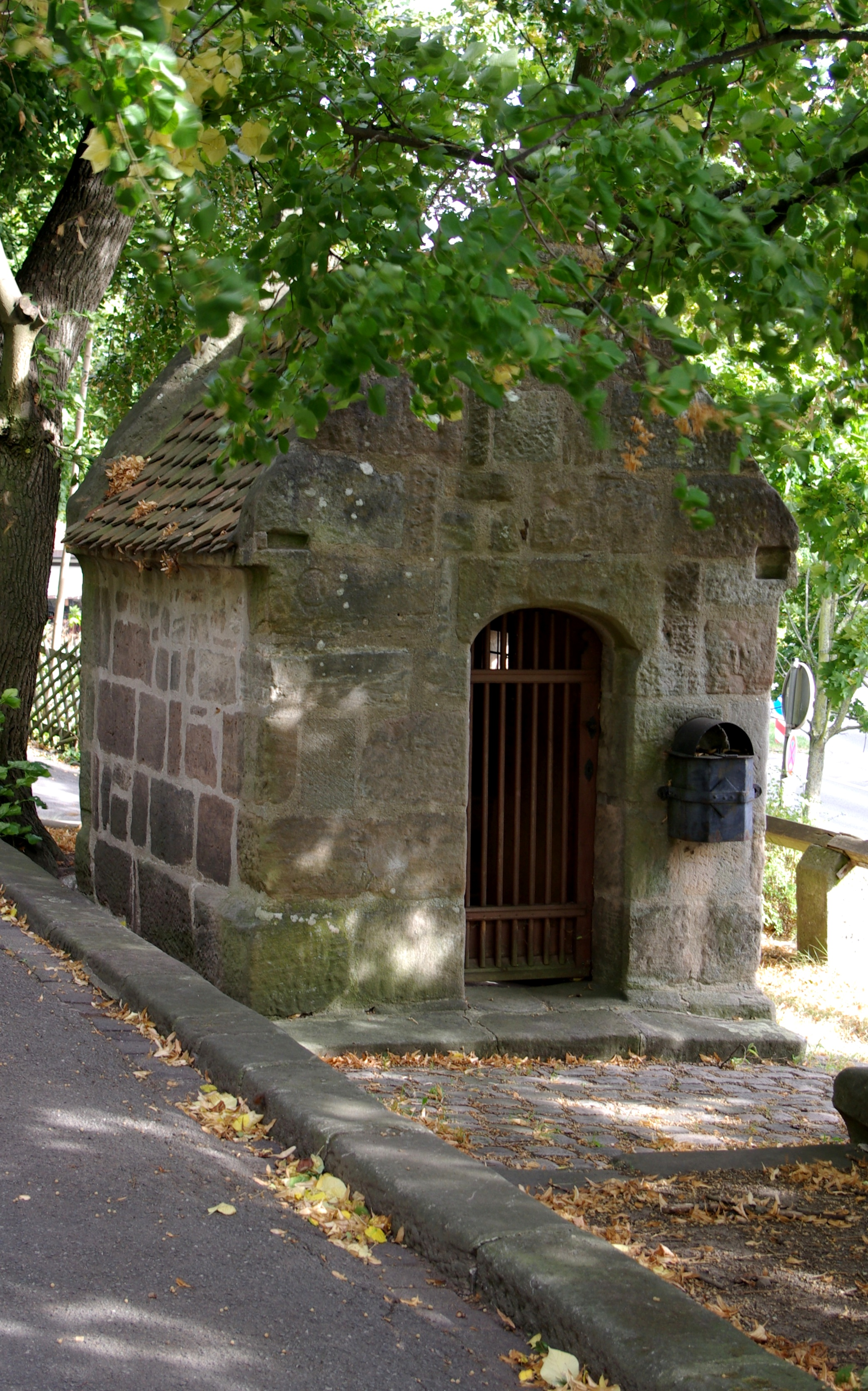
Die mittelalterliche Burgbergkapelle

Das Ensemble Burgberg vereinigt die bedeutendsten Denkmale der Verkehrsgeschichte des Königreiches Bayern unter König Ludwig I. mit dem seit dem 18. Jahrhundert als Ausflugsziel beliebten Burgberg, wo sowohl Gartenhäuser wie Kelleranlagen zum Verweilen einluden. Schließlich entwickelte sich der Burgberg zum günstig gelegenen Villen- und Wohngebiet. Historisches Relikt aus der Zeit vor dieser Entwicklung ist die kleine Burgbergkapelle (Bayreuther Straße 38), die ursprünglich im 15. Jahrhundert entstanden sein dürfte, und das dabei gelegene ehemalige Siechenhaus, das an der Stelle eines mittelalterlichen, schon für das 14. Jahrhundert belegten Baues wohl im 17. Jahrhundert neu errichtet worden war. Ein solches Beieinander von Kapelle und Siechenhaus an einer Ausfallstraße – nach Bayreuth – ist auch ein Denkmal früherer Verkehrsgeschichte, umso mehr Geschichte als hier ganz nahe bedeutende Denkmale der modernen Verkehrsgeschichte zu stehen kamen. So gehört zum Burgberg auch der älteste Eisenbahntunnel Bayerns, der 1841/44 für die älteste und bedeutende bayerische Staatseisenbahnstrecke, die Ludwig-Süd-Nord-Bahn, gebaut worden war sowie das Kanaldenkmal von 1846. Letzteres hat zwar seinen Bezug wie ursprünglichen Standort verloren, gleichwohl erinnert das Denkmal von Leo von Klenze und Ludwig von Schwanthaler noch an die alte künstliche Wasserstraße, den Ludwigs-Kanal, der hier vorbeiführte. Wasser wie unterirdische Bauten sind gewissermaßen Charakteristika des Burgberges. So konnte zu den spätbarocken Gartenhäusern durchaus auch eine Brunnenanlage gehören, wie im Schunckschen Garten mit dem Gartenhaus von 1797, so gehören zu den bei den Bürgern und Studenten beliebten Ausflugslokalen die Felsenkeller.

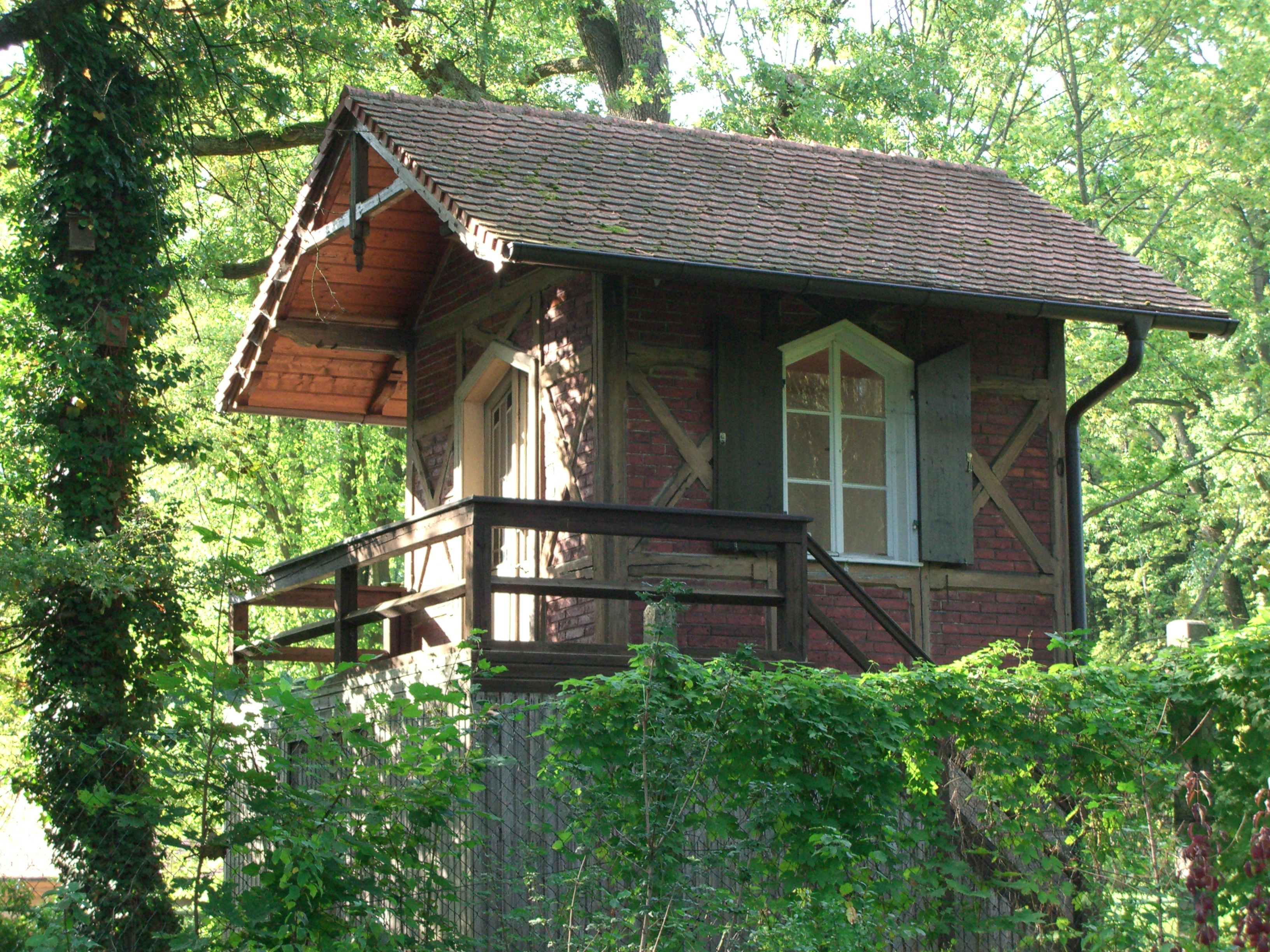
Gartenhaus auf den Burgberg

Oberirdisch ist der Schauplatz der Bergkirchweih als ein besonderer Bereich des Ensembles gekennzeichnet durch ehemalige Gartenhäuser, zu denen aber als zugehörige und den Schauplatz auch begründende, unsichtbare Teile die Felsenkeller der Bierbrauereien gehören. Die Bergkirchweih, deren Name ab 1814 belegt ist, geht auf ein durch Ratsbeschluss von 1755 wiederbelebtes Fest zurück, dem Pfingstmarkt auf dem Gelände um das Altstädter Schießhaus. Durch die 50 Jahre vorher angelegten Bierkeller der verschiedenen Erlanger Bierbrauereien war die Gewähr für die Versorgung der Besucher mit Getränken gegeben. Und schließlich weist der Platz des Schießhauses auf das Königsschießen der Altstädter Schützen als weiteren Ausgangspunkt des Festes hin, welcher die Geschichtlichkeit diese Platzes als wichtigen Bereich des Burgberges belegt. Weiter nach Osten setzt sich die Durchdringung von historischen Grundlagen des Burgberges als Ensemble weiter fort. War der ehemalige Welsgarten am heutigen Welsweg ursprünglich ein beliebtes Ausflugsziel, so ist er seit der Bebauung ab 1900 mit Mietvillen bereits ein Teil der Wohnbebauung der Jahrhundertwende, die als weiteres Element den Burgberg charakterisiert.
Für die weitere Bebauung mit Villen hat die Stadt Erlangen mit dem Bau eines Wasserturmes, 1905, gesorgt, da hiermit für das neue Wohngebiet die Wasserversorgung sichergestellt war, die erst später an das Gesamtnetz der Stadt angeschlossen wurde. Damit hängt die Bautätigkeit privater Investoren mit der kommunalen Dienstleistung zusammen. Die Villen- bzw. Mietvillen-Bebauung der Jahrhundertwende ist meistens geprägt von dem malerischen Baustil, der durch Fachwerkelemente gekennzeichnet ist. Dazu gehört auch der repräsentative Neurenaissancebau von Hans Erlwein, der 1903 an der Rathsberger Straße 20 für das Corps Baruthia errichtet worden ist. Somit wird auch in der Bebauung der Jahrhundertwende sichtbar, dass zur historischen Dimension Erlangens die Geschichte als Universitätsstadt gehört.
Zuletzt schließt sich am östlichen Fuß des Burgberges der Eichenwald an. Im Eichenwald, der die Bebauung der Rathsberger Straße für die Südansicht freihält, wurde 1910 ein Denkmal errichtet, das an die hundertjährige Zugehörigkeit zum Königreich Bayern erinnert. Damit ist der Burgberg durchdrungen von Beziehungen zur Stadtgeschichte wie zur modernen Zugehörigkeit zu Bayern.

### Ensemble Baugenossenschaftssiedlung
Aktennummer E-5-62-000-3

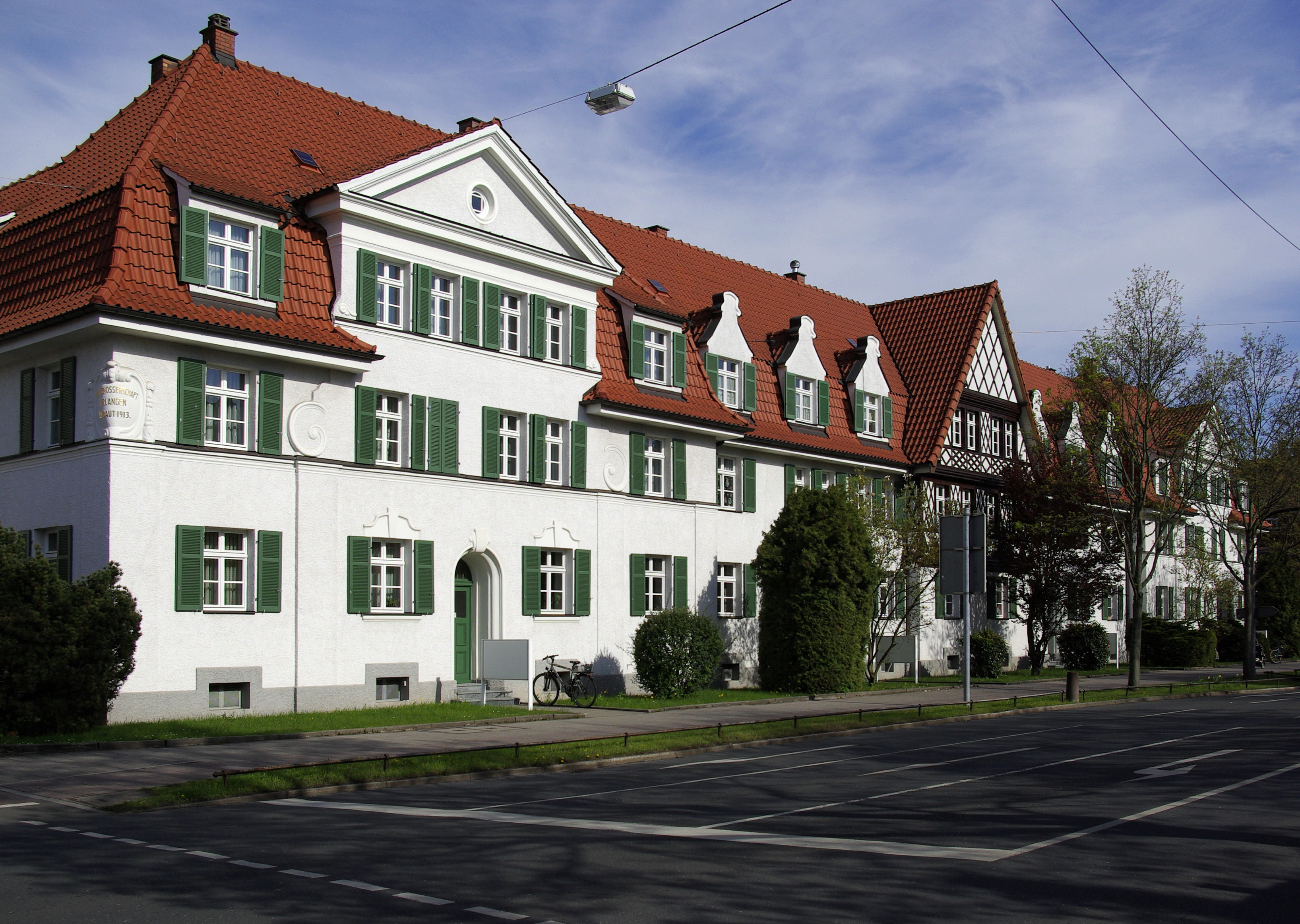
Wohnhäuser der Baugenossenschaftssiedlung an der Nürnberger Straße

Das Ensemble umfasst die Mehrfamilienhausanlagen der Baugenossenschaftssiedlung an der Nürnberger Straße zwischen Hilpert- und Schenkstraße und Rathenaustraße sowie die westlich dahinter angesiedelten Familienwohnhäuser.
Begonnen wurde die baugenossenschaftliche Siedlung 1913 mit einem malerisch gruppierten und durch Fachwerkelemente ausgezeichneten Baukomplex südlich der Einmündung Schenkstraße. Die Fortführung in den 1920er-Jahren weist zunächst noch historisierende Bauformen auf, wie die gegenüberliegenden barockisierenden Einzelbauten von 1925/26 mit ihren Verbindungstoren zeigen. Die folgenden Bauten wurden dann von den Formen der Neuen Sachlichkeit bestimmt, sowohl die östlich der Nürnberger Straße errichteten Blocks von Emil Zerler 1927/28 als auch der große gegliederte Baublock westlich mit den charakteristischen Klinkerelementen, den horizontalen und vertikalen Fensterbändern.
Der westlich dahinter gelegene Siedlungskomplex mit Einfamilienhäusern als Villa oder als Doppel- bzw. Reihenhaus zeigt Formen einer sachlichen Architektur, die teilweise von expressionistischen Formen beeinflusst ist. Diese ab 1924/25 errichteten Häuser sind in charakteristischer Weise hinter den großen Wohnanlagen gegen die große Hauptverkehrsstraße verborgen. Die Grundrissdisposition der Siedlung mit gekrümmten Fluchtlinien und abknickendem Straßenverlauf, samt den Hausgärten, lässt Siedlungsgedanken der Gartenstadtbewegung erkennen.
Mit der Einrichtung einer Gaststätte mit dem bezeichnenden Namen „Volksgarten“ erhielt die Siedlung eines der wichtigsten Elemente eines zusammengehörigen Siedlungsgebietes. Insgesamt erinnert die Siedlung – durch die Baugenossenschaft Erlangen unter Mitwirkung von Staat, Stadt Erlangen und Volksfürsorge errichtet – als ein gesellschaftliches Denkmal an „genossenschaftliche Macht und Einigkeit“.

### Ensemble Am Röthelheim/Schenkstraße/Österreicher Straße
Aktennummer E-5-62-000-2
Hierbei handelt es sich um eine geschlossene Siedlungsanlage aus dem Beginn der Stadterweiterung nach Süden, nach 1920. Eine zweigeschossige Randbebauung von zu Gruppen zusammengefassten Wohnhäusern, untereinander zum Teil verbunden durch Mauern mit spitzbogigen Toren, umschließen eine andersartige Kernbebauung, die zur Schenkstraße gehört. Diese wird im Süden und Norden von Torbogen abgeschlossen und besteht aus erdgeschossigen Reihenhausgruppen, mit ausgebauten Dachgeschossen. Die Anlage war wenigstens ursprünglich in Teilen eine städtische, wie die Bezeichnung an der Rückseite des nördlichen Torbogens ausweist: „Stadtgemeinde Erlangen 1927“. Von der städtebaulichen Konzeption her, was die verschiedenen Haustypen und ihre Zuordnung betrifft, lassen sich Motive erkennen, die die Anlage in die Nachfolge der zu Anfang des Jahrhunderts entstandene Gartenstadtbewegung stellen.

### Ensemble Bismarckstraße/Lorlebergplatz/Östliche Universitätsstraße
Aktennummer E-5-62-000-4
Das Ensemble umfasst den östlichen, ab der Stadtmauer bis zum Lorlebergplatz führenden Teil der Universitätsstraße sowie den einheitlich mit Neurenaissance-Mietshäusern bebauten Bereich der Bismarckstraße.
Diese gründerzeitliche Stadterweiterung kann als erste eigenständige Entscheidung in der Erlanger Stadtplanung aufgefasst werden. Sie wurde 1886 konzipiert und 1889 bis 1895 verwirklicht. Sie passt sich dem barocken Stadtgrundriss an, besitzt aber mit dem kreisrunden Lorlebergplatz – ehemals mit Kaiser-Wilhelm-Denkmal – einen gegenüber dem barocken Stadtgefüge für das 19. Jahrhundert charakteristischen Gegenpol. Dieser Platz bildet zugleich eine Gelenkstelle des Straßenverlaufs. Während die Verlängerung der Universitätsstraße, eine der west-östlichen Hauptachsen der barocken Stadtanlage, harmonisch in das Gründerzeitviertel überleitet, schwenkt die Bismarckstraße nördlich des Lorlebergplatzes auf das Rastersystem der Neustadt ein.
Die Bebauung der Universitätsstraße erfolgte in offener Bauweise mit monumentalen, von Gartenanlagen umgebenen Universitätsbauten in Neubarock und Neurenaissance
(vgl. Ensemble Altstadt/Neustadt – siehe Universitätsstraße). Die Bismarckstraße und der Lorlebergplatz werden von Neurenaissance-Mietshäusern gesäumt. In allen Bereichen
herrscht dreigeschossige Bebauung vor, bevorzugt wurden Backsteinfassaden mit Sandsteingliederungen.
Das Ensemble ist ein hervorragendes Beispiel einer gründerzeitlichen, städtebaulich gelungenen Stadterweiterung, die nach einheitlichen Gestaltungsprinzipien bebaut wurde.

### Ensemble Fürther Straße (Ortsteil Bruck)
Aktennummer E-5-62-000-6
Das Ensemble Fürther Straße umfasst die Hauptstraße des 1282 zuerst erwähnten, 1358 als Pfarrsitz genannten Ortes über dem rechten Ufer der Regnitz und an dem alten Flussübergang zu dem ehemaligen Kloster Frauenaurach. Der Straßenzug – ehemals Herrengasse – mit seinen Bauern- und ehemals so zahlreichen Gasthäusern wird im Norden durch die Brucker Mühle und im Süden durch das Lehensschlösschen der Herren von Geuder begrenzt und hat die meist dem 18. Jahrhundert entstammende Bausubstanz gut bewahrt. In der Ortsmitte, die auch noch gekennzeichnet ist durch eine 1721 gepflanzte Linde, setzt die spätgotische Pfarrkirche, ein Sandsteinquaderbau mit spitz behelmtem Chorturm den bestimmenden Akzent; der Bau wirkt auch weit in die Regnitzniederung hinein. In der inneren Ortsstruktur haben die Sandsteingrundstücksmauern wesentlichen Anteil am Ortsbild.

### Ensemble Siemens Forschungszentrum
Aktennummer E-5-62-000-9
Das zwischen 1959 und 1964 nach Plänen des Münchener Architekten Hans Maurer in Zusammenarbeit mit der Bauabteilung der Siemens-Schuckertwerke erbaute Gelände des Siemens Forschungszentrums bildet als frühe Umsetzung einer Campusanlage in Deutschland ein Ensemble. Das Forschungszentrum ist mit seiner städtebaulichen Anlage, den Bauten, den Grün- und Wasserflächen und Parkskulpturen als einheitliches Gesamtkonzept entworfen. Es lässt zudem die architektonische Neuorientierung der Firma Siemens nach dem Zweiten Weltkrieg erkennen, die sich hier durch die Anlehnung an nordamerikanischen Vorbildern ausdrückt.
Im Zuge eines verstärkten Ausbaus der Standorte begannen die wiedererstarkten Siemens-Schuckertwerke in den 1950er Jahren mit intensiver Bautätigkeit in Erlangen. Zunächst entstanden Verwaltungsbauten im zentrumsnahen Bereich, ab Ende der 1950er Jahre auch physikalische und chemische Forschungseinrichtungen. Das Forschungszentrum an der Paul-Gossen-Straße und Günther-Scharowsky-Straße ist entlang einer west-ost-orientierten Straßenachse mit kubischen Flachdachgebäuden aufgereiht. Die modulare Struktur der Anlage mit großen Platzräumen und kleinen Höfen ist mit weiträumigen Grünflächen durchzogen. Die Baukörper sind in ihrer Dimension, Materialität und Anordnung variiert. Die Bauformen dieser Labor- und Bürogebäude reichen vom breitgelagerten oder runden Flachbau bis hin zum siebengeschossigen Hochhaus. Den zentralen Bereich bilden der verglastete kubische Hochhausbau mit kontrastierendem, beinahe skulpturalem Plasma-Physikgebäude und vorgelagertem Kühlteich, die als Einzeldenkmal eingetragen sind.
Mit der Anlage des Siemens Forschungszentrums schuf Maurer eine Kombination von einer Campusanlage mit einem zentralen Großbau. Nach dem Vorbild moderner amerikanischer
Universitätsbauten entstand hier eine städtebauliche Anlage, die mit der benachbarten Wohnsiedlung, den Produktionsstätten und der einbezogenen Natur einen ganzheitlichen
Ansatz verfolgte. Die ursprüngliche Planung sah weitere Gebäude nach Westen und Norden vor. Das Forschungszentrum ist zudem Beispiel einer Corporate Identity der
weltweit agierenden Firma Siemens, die die Architektur zu ihrem wichtigen Erkennungsmerkmal nahm.

## Stadtbefestigung
| Lage | Objekt                                                                   | Beschreibung | Akten-Nr.       | Bild                                                                     |
| --- | ------------------------------------------------------------------------ | --- | --------------- | ------------------------------------------------------------------------ |
| Nördliche Stadtmauerstraße, Bahnhofplatz 1, Cedernstraße 16, 18, 20, 22, Fahrstraße, Fuchsengarten; Fuchsenwiese, Güterhallenstraße 4, Harfenstraße 13, 20, Hauptstraße 91, Lazarettstraße, Maximiliansplatz 1, Nürnberger Straße 4, Östliche Stadtmauerstraße 9, 11, 17, 27, Pfarrstraße 19, Raumerstraße, Schuhstraße 19, Schulstraße, Südliche Stadtmauerstraße 1, 5, 9, 25, Universitätsstraße 21, 23, 23 a, Vierzigmannstraße 4, 16, 18, 26 a, 28, 30, 32, Waldstraße 1, Westliche Stadtmauerstraße 3, 7, 29, 31, 58, Wöhrstraße 2, 2 a, 6 () | Stadtbefestigung mit späterer Erweiterung der sogenannten „Polizeimauer“ | Reste der mittelalterlichen Stadtmauer im Bereich der Nördlichen Stadtmauerstraße sowie überbaut bei Pfarrstraße 15–19, Westlicher Stadtmauerstraße 29/31 und Hauptstraße 91, ehem. 4–5 m hohe Buckelquadermauer mit Randschlag und ehemals drei Stadttoren, errichtet nach 1398, später durch Stützanmauerungen verstärkt, im Zweiten Markgrafenkrieg teilweise abgetragen und im Dreißigjährigen Krieg stark beschädigt, weitgehender Verlust durch Wiederaufbau der vergrößerten Altstädter Kirche und der östlichen Stadterweiterung, ab 1710/24, Erweiterung im Bereich der Neustadt und der noch offenen Altstadt um die sogenannte „Polizeimauer“, 18. Jahrhundert, letztere mit glattem Sandsteinquadermauerwerk, ehemals bis zu 4,5 m hoch, abschnittsweise mit Wehrgang und Schießscharten, 1708–80, im Bereich der Östlichen Stadtmauerstraße wiederaufgebaut und teilerneuert | D-5-62-000-1295 | Stadtbefestigung mit späterer Erweiterung der sogenannten „Polizeimauer“ |